# Атамановка (Саратовская область)
Атамановка — хутор в Саратовском районе Саратовской области России. С 1 января 2022 года входит в состав городского округа Саратова.

## История
Казачья фамилия Деревягиных неразрывно связана с историей саратовской станицы. В списках казаков Саратовской городовой команды 1801 года фигурируют имена Афанасия, Потапа, Василия и Петра Деревягиных. Также казаки из этого рода не единожды избирались в станичные атаманы. Например, Андрей Александрович Деревягин долгие годы возглавлял станицу в конце XIX - начале XX веков. Вероятно, отсюда и название хутора, ставшего, по сути, атаманской дачей.

## Физико-географическая характеристика
Хутор Атамановка располагается на севере Саратовского района, в 13 километрах от административного центра поселения посёлка Расково, в 14 километрах от областного центра города Саратова, вблизи Саратовской кольцевой автодороги. Хутор располагается на берегах реки Елшанка. 
Климат
Климат в хуторе Атамановка близок к умеренно-холодному климату, который наблюдается в хуторе Малая Скатовка Саратовского района. Количество осадков является значительным даже в засушливый месяц (согласно классификации климатов Кёппена — Dfa). Среднегодовая температура — 6,4 °C. Самый сухой месяц — март с 24 мм осадков. В августе количество осадков достигает своего пика — в среднем 45 мм.
Часовой пояс
хутор Атамановка, как и вся Саратовская область, находится в часовой зоне МСК+1. Смещение применяемого времени относительно UTC составляет +4:00.
Уличная сеть
В хуторе две улицы: Степная и Центральная. Также к селу относятся территории садовых некоммерческих товариществ и одна территория Газпром Трансгаз Саратов.

## Население
На 1 января 2020 года в хуторе проживало 39 человек.

## Инфраструктура
Хутор утопает в зелени фруктовых деревьев, высаженных местными жителями в советский период. 
Южнее хутора, весной 2018 года, по инициативе местного сторожила Сергея Деревягина, была высажена в форме православного восьмиконечного креста абрикосовая аллея, в том месте, где, по легенде, губернатор граф Татищев когда-то пожаловал саратовским казакам землю.